# Jassargus svaneticus
Jassargus svaneticus är en insektsart som beskrevs av Vladimir M. Gnezdilov 1997. Jassargus svaneticus ingår i släktet Jassargus och familjen dvärgstritar. Inga underarter finns listade i Catalogue of Life.